# Ponte Alta do Bom Jesus
Ponte Alta do Bom Jesus là một đô thị thuộc bang Tocantins, Brasil. Đô thị này có diện tích 1806,132 km², dân số năm 2007 là 4529 người, mật độ 2,51 người/km².